# Dominique Séraphin
Dominique Séraphin (Longwy, 15 de febrer de 1747 - Longwy, 5 de desembre de 1800) va ser un titellaire francès famós per haver popularitzat les ombres xineses a França. És considerat l'introductor del teatre d'ombres a Europa, encara que el fenomen ja es coneixia a Occident des del Renaixement.

## Biografia
Es desconeix el lloc de naixement de Séraphin, el nom complet del qual era, pel que sembla, Dominique-Séraphin François (o François Dominique Séraphin, segons diferents fonts). Va viure la seva joventut prop de Metz o de la vila de Longwy, on està documentada la seva defunció. S'inicià com a titellaire quan es va en enrolar en una companyia ambulant que recorria les diferents corts i estats europeus del que actualment són Alemanya, Països Baixos i Itàlia.
Séraphin s'introduí en la història quan, entre 1772 i 1776, muntà a Versalles un modest "espectacle d'ombres xineses". Es va fer tan popular entre l'aristocràcia i el cercle de la família reial que, el 22 d'abril de 1781, se li concedí el títol d'"Espectacle dels Nens de França". Tres anys després, el 1784, va poder instal·lar el seu teatre a les galeries del Palau Reial.
El 1795, Séraphin es casà amb una dona més gran que ell i amb la qual no va arribar a tenir descendència. Aquest fet provocà que fossin els seus nebots els qui, a la seva mort el 1800, heretessin el teatre. La companyia, finalment, es traslladà al bulevard Montmartre cap al 1857 i romangué allà fins al seu traspàs, el 1870. Se la considerà precedent del teatre d'ombres parisenc Le Chat Noir.
La gran innovació del teatre d'ombres de Séraphin va ser substituir part dels titellaires humans per enginyosos mecanismes de rellotgeria, creant un espectacle mixt de marionetes i autòmats.
Els seus muntatges més populars van ser: "Le Chasse aux canards" (La caça de l'ànec), "Le Magicien Rothomago" (Rothomago, el mag) i "L'Embarras du ménage" (La vergonya de la casa). Tanmateix, el més conegut va ser Le Pont Cassé (El Pont Trencat), basat en una peça musical de Louis-Gabriel Guillemain. Una altra de les claus de la seva popularitat va ser l'edició de llibrets que possibilitaven als nens muntar les històries en petits teatres de joguina.
Algunes fonts especulen amb la possibilitat que el seu treball inspirés el pintor Philip James de Loutherbourg en les seves miniatures, així com a alguns pioners del teatre de la llanterna màgica i les fastasmagories, tan populars al segle xix.